# Fellebbezés
A jogtudományban a fellebbezés rendes jogorvoslati eljárás a polgári eljárásjogban, a büntetőeljárásjogban, illetve a közigazgatási jogban. A fellebbezés átszármaztató hatályú, önálló jogorvoslat.

## Polgári eljárásjog
A polgári eljárásjogban a fellebbezést az 1952. évi III. törvény szabályozza. A fellebbezést az első fokú bíróság határozata ellen a fél vagy a beavatkozó veheti igénybe, illetve ezenfelül az, akire vonatkozóan a határozat rendelkezést tartalmaz, a rá vonatkozó rész tekintetében.

## Lásd még
- Perújítás
- Felülvizsgálat
- Törvényességi óvás

## Külső hivatkozások
- Nemzeti Jogszabálytár